# Chippa
Chippa ist ein Familienfilm von Safdar Rahman, der beim Mumbai Film Festival 2018 seine Premiere feierte und am 1. Juni 2020 in das Programm von Netflix India aufgenommen wurde.

## Handlung
Am Vorabend seines zehnten Geburtstages erhält Chippa von seiner Großtante einen Brief seines Vaters, der die Familie schon vor langer Zeit verlassen hat. Dieser ist in Urdu geschrieben, und da weder er selbst noch jemand in Chippas Umfeld den Brief lesen kann, macht er sich auf die Suche nach einem Übersetzer. Das Verhältnis mit seiner Großtante ist seit einigen Wochen eh nicht mehr gut, und er hofft, dass, wenn er den Inhalt des Briefes kennt, er möglicherweise seinen Vater findet. Seine Suche führt Chippa in dieser ereignisreichen Nacht durch die Straßen Kalkuttas.

## Produktion

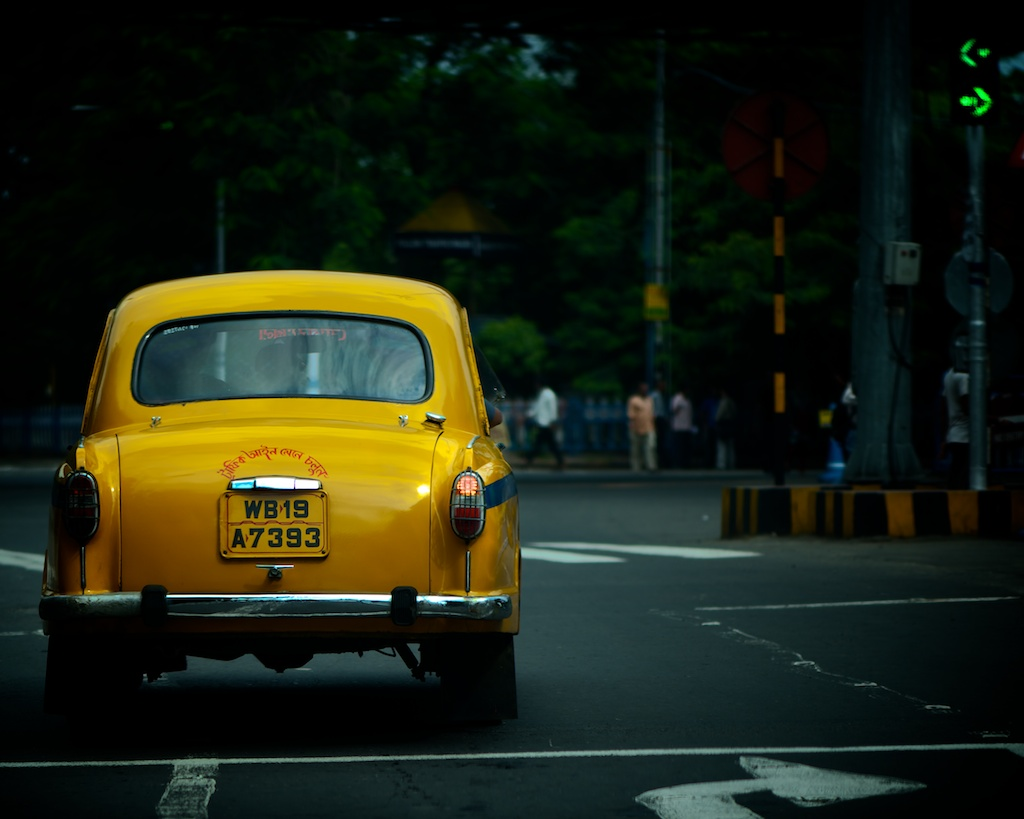
Chippa fährt mit dem Taxi durch die nächtlichen Straßen Kalkuttas

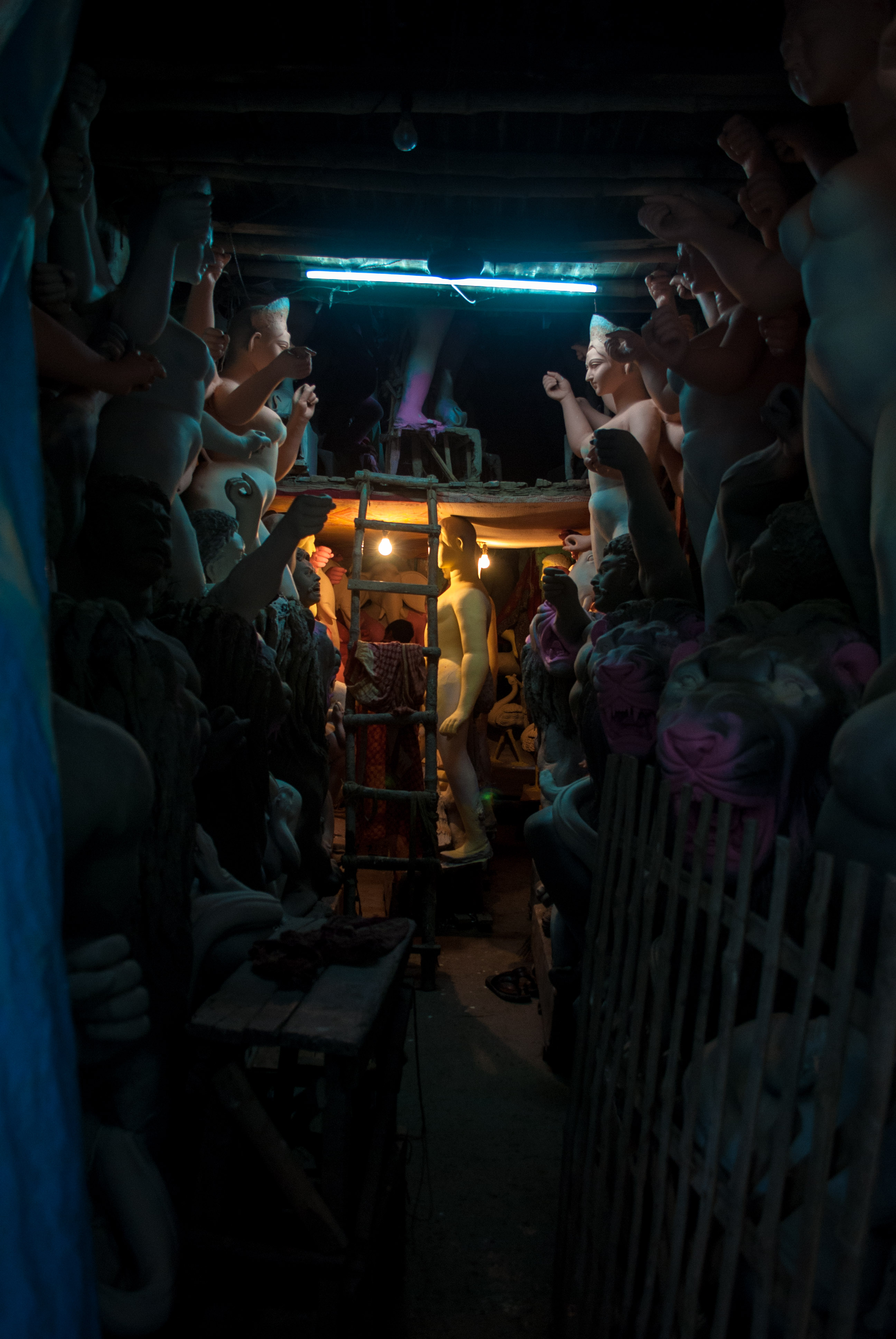
In Kalkutta drehte man unter anderem in der Töpferkolonie in Kumortuli

Regie führte Safdar Rahman, der auch das Drehbuch schrieb. Es handelt sich um seinen ersten Kinofilm. Safar, ein Absolvent der Jadavpur University, hatte einige Jahre in Delhi als Dozent für Teach For India gearbeitet und an einer Grundschule in den Slums von Seelampur unterrichtet, bevor er 2014 wieder in seine Heimatstadt Kalkutta zurückkehrte. Rahman erklärte: „Der Film spielt im Park Circus in Kalkutta. Es geht um die Einwanderer, die dort leben. Ich habe versucht, einen neuen Aspekt der Stadt einzufangen.“
Die Titelrolle von Chippa besetzte Rahman mit dem Kinderdarsteller Sunny Pawar, der im Film Lion – Der lange Weg nach Hause aus dem Jahr 2016 sein Debüt als Schauspieler gegeben hatte.
Die Dreharbeiten fanden im Winter 2017 statt. Die Aufnahmen entstanden bei natürlicher Straßenbeleuchtung, wobei 80 Prozent der Szenen in der Nacht gedreht wurden. Kameramann Ramanuj Dutta hatte beliebte Schauplätze wie die Gassen im Norden Kalkuttas oder die Töpferkolonie in Kumortuli gewählt.
Die Premiere erfolgte 2018 beim Mumbai Film Festival. Im April 2019 wurde er beim Indian Film Festival in Los Angeles vorgestellt, ab 23. Juni 2019 beim Edinburgh International Film Festival. Im Juli 2019 feierte er beim Indischen Filmfestival Stuttgart seine Deutschlandpremiere. Am 1. Juni 2020 wurde er in das Programm von Netflix India aufgenommen.

## Rezeption

### Kritiken
Rouven Linnarz von asianmoviepulse.com  beschreibt Chippa als einen facettenreichen Teppich aus verschiedenen Geschichten und Träumen, die für den Zuschauer alle ihren ganz eigenen Charme haben. Er spricht von einem berührenden, humorvollen und kreativen Film vom Träumen und davon, sich selbst zu finden. Neben den Schauplätzen und den ausgezeichneten darstellerischen Leistungen hebt Linnarz auch das großartige Drehbuch von Safdar Rahman hervor.

### Auszeichnungen (Auswahl)
Indisches Filmfestival Stuttgart 2019
- Auszeichnung mit dem German Star of India[9]

New York Indian Film Festival 2019
- Auszeichnung als Bester Kinderdarsteller (Sunny Pawar)[10]